# La Villedieu (Creuse)
La Villedieu település Franciaországban, Creuse megyében. Lakosainak száma 51 fő (2022. január 1.). La Villedieu Faux-la-Montagne és Nedde községekkel határos.

## Népesség
A település népességének változása:
| Lakosok száma | 91   | 55   | 53   | 48   | 47   | 49   | 48   | 47   | 48   | 51   |
|               | 1968 | 1982 | 1990 | 2006 | 2013 | 2015 | 2017 | 2019 | 2020 | 2022 |